# Gecko diurne orné de l'île Maurice
Phelsuma ornata
Espèce
Synonymes
- Phelsuma vinsoni Mertens, 1963

Statut CITES
Phelsuma ornata, le Gecko diurne orné de l'île Maurice est une espèce de geckos de la famille des Gekkonidae. Elle est aussi appelée Phelsume orné de l'île Maurice.

## Répartition
Cette espèce est endémique de l'île Maurice.

## Habitat
Ces geckos vivent dans les arbres et taillis et parfois sur les rochers lorsque la végétation est plus rare. Durant la journée la température atteint 28 °C et chute aux alentours de 20 °C la nuit. L'hygrométrie est proche de 60 % le jour et monte à plus de 80 % la nuit.

## Description

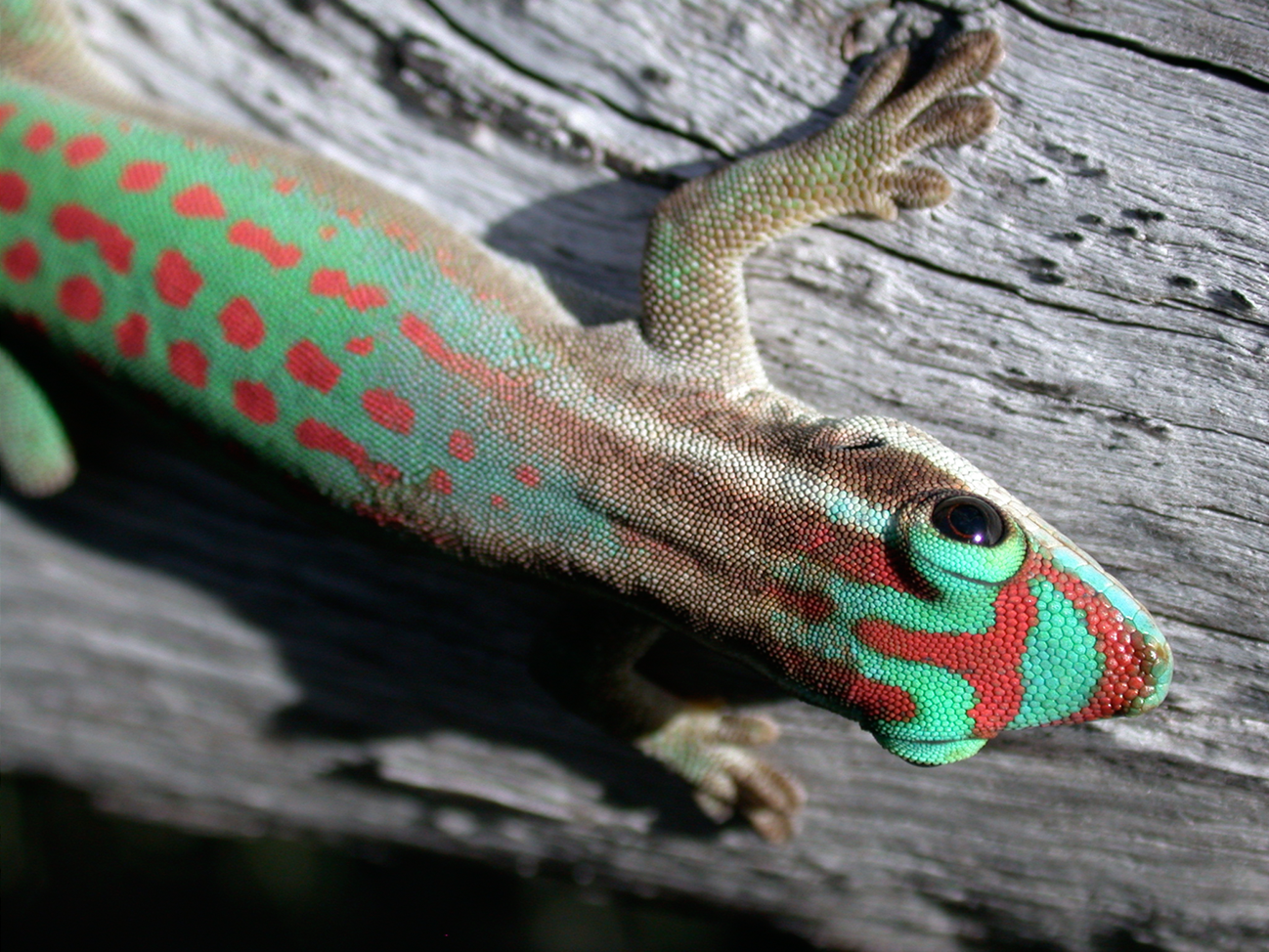
Phelsuma ornata

C'est un gecko de couleur vert intense, voire bleutée, avec de nombreux points et lignes brisées rouges, jaunes ou orange. La couleur change sur la tête qui est marron-gris avec deux bandes claires longitudinales, et des taches d'un vert bleuté sur le devant. Les mâles mesurent jusqu'à 130 mm et les femelles jusqu'à 110 mm.

## Alimentation
Cette espèce est insectivore, elle consomme également des nectars de fruits, dont elle lèche la pulpe.

## Taxinomie
La sous-espèce Phelsuma ornata inexpectata, le lézard vert de Manapany, a été élevé au rang d'espèce.

## Reproduction
Les œufs incubent durant une quarantaine de jours à 28 °C. Les petits font environ 35 mm à la naissance.

## Protection
Cette espèce est classée en annexe II de la convention CITES, et est de plus intégralement protégée en France comme toute la faune sauvage locale.

## Philatélie
Cette espèce est représentée sur un timbre de Maurice de 1989 (10 c.).

## En captivité
Ce gecko se rencontre en terrariophilie. Cette espèce est considérée comme difficile à élever.

## Publication originale
- Gray, 1825 : A synopsis of the genera of reptiles and Amphibia, with a description of some new species. Annals of Philosophy, London, ser. 2, vol. 10, p. 193–217 (texte intégral).